# Orlandina Basket 2015-2016
Questa voce raccoglie le informazioni riguardanti l'Orlandina Basket nelle competizioni ufficiali della stagione 2015-16.

## Verdetti stagionali
- Serie A:
  - stagione regolare: 13º posto su 16 squadre (11-19).

## Stagione
La stagione 2016-2017 dell'Orlandina Basket sponsorizzata Betaland, è la 5ª nel massimo campionato italiano di pallacanestro, la Serie A, la seconda consecutiva.
Per la composizione del roster si decise di confermare la scelta della formula con 5 giocatori stranieri. Tuttavia a novembre venne cambiata scelta, decidendo di passare alla formula con 7 giocatori stranieri di cui massimo 3 non appartenenti a Paesi appartenenti alla FIBA Europe o alla convenzione di Cotonou.

## Roster
| Giocatori |
| --------- |

|    | Naz.                                                | Ruolo | Sportivo            | Anno | Alt. | Peso |  |
| -- | --------------------------------------------------- | ----- | ------------------- | ---- | ---- | ---- |  |
| 1  | Serbia (bandiera)                                   | G     | Vojislav Stojanović | 1997 | 199  | 98   |  |
| 5  | Italia (bandiera)                                   | G     | Gianluca Basile     | 1975 | 192  | 90   |  |
| 6  | Macedonia del Nord (bandiera) · Slovenia (bandiera) | P     | Vlado Ilievski      | 1980 | 188  | 82   |  |
| 8  | Italia (bandiera)                                   | P     | Tommaso Laquintana  | 1995 | 188  | 80   |  |
| 9  | Ungheria (bandiera)                                 | G     | Zoltán Perl         | 1995 | 195  | 85   |  |
| 10 | Croazia (bandiera) · Italia (bandiera)              | C     | Sandro Nicević      | 1976 | 210  | 107  |  |
| 11 | Stati Uniti (bandiera)                              | PG    | Ryan Boatright      | 1992 | 183  | 75   |  |
| 13 | Lituania (bandiera)                                 | AP    | Simas Jasaitis      | 1982 | 202  | 98   |  |
| 19 | Italia (bandiera)                                   | G     | Luca Munastra       | 1997 | 186  | 85   |  |
| 21 | Stati Uniti (bandiera)                              | AG    | Laurence Bowers     | 1990 | 203  | 100  |  |
| 28 | Georgia (bandiera) · Italia (bandiera)              | C     | Nik'a Met'reveli    | 1991 | 211  | 105  |  |
| 42 | Stati Uniti (bandiera) · Nigeria (bandiera)         | C     | Alex Oriakhi        | 1990 | 206  | 116  |  |
| 52 | Stati Uniti (bandiera)                              | AC    | Keaton Nankivil     | 1989 | 203  | 105  |  |

| Staff tecnico                                                 |
| ------------------------------------------------------------- |
| Allenatore: Giulio Griccioli (fino al 28 dicembre)            |
| Allenatore: Gennaro Di Carlo (dal 28 dicembre)                |
| Assistente allenatore: Gennaro Di Carlo (fino al 28 dicembre) |
| Assistente allenatore: Jorge Silva Suarez                     |
| Assistente allenatore: David Sussi                            |
| Preparatore atletico: Walter Giuseppe Allotta                 |
| Fisioterapista: Biagio Di Giorgio                             |
| Medico sociale: Sabatino Carianni                             |

| Under aggregati alla prima squadra |
| ---------------------------------- |

|    | Naz.                  | Ruolo | Sportivo         | Anno | Alt. | Peso |  |
| -- | --------------------- | ----- | ---------------- | ---- | ---- | ---- |  |
| 00 | Italia (bandiera)     | P     | Giorgio Galipò   | 1999 | 175  | 70   |  |
| 0  | Italia (bandiera)     | G     | Matteo Galipò    | 1996 | 182  | 80   |  |
| 4  | Slovacchia (bandiera) | P     | Mário Ihring     | 1998 | 192  | 80   |  |
| 15 | Italia (bandiera)     | P     | Antonio Zanatta  | 2000 | 192  | 80   |  |
| 19 | Italia (bandiera)     | G     | Antonio Munafo'  | 1999 | 178  | 70   |  |
| 20 | Italia (bandiera)     | A     | Paolo Albo       | 1998 | 197  | 90   |  |
| 32 | Croazia (bandiera)    | AG    | Mladen Vujicevic | 1996 | 203  | 90   |  |
| 98 | Georgia (bandiera)    | AP    | Levan Babilodze  | 1998 | 198  | 78   |  |

## Mercato

### Prima dell'inizio della stagione
| Arrivi | Arrivi             | Arrivi            | Arrivi        |
| R      | Nome               | da                | Modalità      |
| ------ | ------------------ | ----------------- | ------------- |
| AG     | Laurence Bowers    | Hapoel Holon      | definitivo    |
| P      | Vlado Ilievski     | Cibona Zagabria   | definitivo    |
| AP     | Simas Jasaitis     | Lietuvos rytas    | definitivo    |
| P      | Tommaso Laquintana | Pall. Biella      | fine prestito |
| C      | Nik'a Met'reveli   | SHSS Ak'ademia    | definitivo    |
| C      | Alex Oriakhi       | Pieno žvaigždės   | definitivo    |
| G      | Zoltán Perl        | Falco Szombathely | definitivo    |

| Partenze | Partenze          | Partenze         | Partenze            |
| R        | Nome              | a                | Modalità            |
| -------- | ----------------- | ---------------- | ------------------- |
| G        | Corrado Bianconi  | Barcellona       | prestito stagionale |
| P        | Folarin Campbell  | Arkadikos        | fine contratto      |
| P        | Sek Henry         | Piratas de Queb. | fine contratto      |
| C        | Dario Hunt        | Juvecaserta      | fine contratto      |
| AG       | Sedin Karavdić    | Portorož         | fine contratto      |
| G        | Tyrus McGee       | Vanoli Cremona   | fine contratto      |
| P        | Andrea Pecile     | Pall. Trieste    | fine contratto      |
| AP       | Matteo Soragna    | U.C. Piacentina  | fine contratto      |
| P        | Marco Strati      | Isernia          | prestito stagionale |
| AG       | Emir Sulejmanović | Barcellona       | fine prestito       |

### Dopo l'inizio della stagione
| Arrivi | Arrivi              | Arrivi          | Arrivi                          |
| R      | Nome                | da              | Modalità                        |
| ------ | ------------------- | --------------- | ------------------------------- |
| AP     | Vojislav Stojanović | FMP Belgrado    | definitivo dal 27 novembre 2015 |
| AC     | Keaton Nankivil     | VEF Rīga        | definitivo dal 15 gennaio 2016  |
| PG     | Ryan Boatright      | G. Rapids Drive | definitivo dal 29 gennaio 2016  |

| Partenze | Partenze         | Partenze    | Partenze                           |
| R        | Nome             | a           | Modalità                           |
| -------- | ---------------- | ----------- | ---------------------------------- |
| C        | Nik'a Met'reveli | Juvecaserta | definitivo fino al 15 gennaio 2016 |

## Risultati

### Serie A

#### Regular season

##### Girone di andata
| Arbitri: | Lamonica (Roseto degli Abruzzi) Lo Guzzo (Catanzaro) Borgioni (Roma) |

|                                |            |                             |
| Jasaitis 17 Oriakhi 13 Perl 12 | Punti      | 15 Ross 11 Berggren 10 Hall |
| Ilievski 6                     | Assist     | 2 Ross                      |
| Bowers 9                       | Rimbalzi   | 10 Abass, Berggren          |
| Giulio Griccioli               | Allenatori | Fabio Corbani               |

| Arbitri: | Lanzarini (Bologna) Bartoli (Trieste) Ranaudo (Milano) |

|                             |            |                                  |
| Bramos 15 Perić 13 Owens 13 | Punti      | 23 Jasaitis 17 Bowers 16 Nicević |
| Green 6                     | Assist     | 8 Ilievski                       |
| Perić 6                     | Rimbalzi   | 9 Jasaitis                       |
| Carlo Recalcati             | Allenatori | Giulio Griccioli                 |

| Arbitri: | Taurino (Vignola) Biggi (Cavenago di Brianza) Boninsegna (Milano) |

|                                 |            |                                |
| Pittman 15 Williams 14 Gaddy 12 | Punti      | 18 Jasaitis 15 Nicević 12 Perl |
| Odom 3                          | Assist     | 7 Basile                       |
| Pittman 9                       | Rimbalzi   | 7 Perl                         |
| Giorgio Valli                   | Allenatori | Giulio Griccioli               |

| Arbitri: | Lanzarini (Bologna) Baldini (Firenze) Ranaudo (Milano) |

|                                      |            |                                         |
| Jasaitis 16 Met'reveli 12 Oriakhi 11 | Punti      | 16 Della Valle 15 Verameenka 13 Gentile |
| Ilievski 9                           | Assist     | 2 Aradori, Della Valle, Gentile         |
| Oriakhi 12                           | Rimbalzi   | 14 Verameenka                           |
| Giulio Griccioli                     | Allenatori | Massimiliano Menetti                    |

| Arbitri: | Lamonica (Roseto degli Abruzzi) Aronne (Viterbo) Noce (Latina) |

|                                   |            |                                |
| Jasaitis 17 Oriakhi 13 Nicević 10 | Punti      | 21 Ukić 11 Campani 10 Thompson |
| Ilievski 8                        | Assist     | 6 Ukić                         |
| Oriakhi 8                         | Rimbalzi   | 11 Faye                        |
| Giulio Griccioli                  | Allenatori | Paolo Moretti                  |

| Arbitri: | Taurino (Vignola) Bartoli (Trieste) Di Modica |

|                                      |            |                              |
| Cinciarini 17 Downs 16 Hunt, Siva 11 | Punti      | 14 Nicević 11 Bowers 10 Perl |
| Siva 6                               | Assist     | 2 Basile                     |
| Amoroso 5                            | Rimbalzi   | 11 Oriakhi                   |
| Sandro Dell'Agnello                  | Allenatori | Giulio Griccioli             |

| Arbitri: | Seghetti (Livorno) Rossi (Anghiari) Caiazza (Arzano) |

|                                |            |                                  |
| Laquintana 12 Bowers 11 Perl 9 | Punti      | 16 Washington 9 Adegboye 9 Cusin |
| Perl 3                         | Assist     | 4 Adegboye                       |
| Bowers 7                       | Rimbalzi   | 11 Washington                    |
| Giulio Griccioli               | Allenatori | Cesare Pancotto                  |

| Arbitri: | Mattioli (Pesaro) Vicino (Argelato) Morelli (Brindisi) |

|                                      |            |                                     |
| Mancinelli 19 Giachetti 14 Miller 12 | Punti      | 18 Jasaitis 15 Oriakhi 9 Laquintana |
| Giachetti, Ivanov 2                  | Assist     | 9 Perl                              |
| Ivanov, Mancinelli 7                 | Rimbalzi   | 5 Basile                            |
| Luca Bechi                           | Allenatori | Giulio Griccioli                    |

| Arbitri: | Mazzoni (Grosseto) Aronne (Viterbo) Paglialunga (Massafra) |

|                                                |            |                                  |
| Oriakhi 12 Jasaitis 8 Laquintana, Met'reveli 7 | Punti      | 18 Haynes 17 Eyenga 12 Stipčević |
| Jasaitis, Nicević 3                            | Assist     | 4 Logan                          |
| Oriakhi 7                                      | Rimbalzi   | 11 Petway                        |
| Giulio Griccioli                               | Allenatori | Marco Calvani                    |

| Arbitri: | Filippini (San Lazzaro di Savena) Biggi (Cavenago di Brianza) Attard (Priolo Gargallo) |

|                                      |            |                               |
| Jasaitis 17 Oriakhi 14 Laquintana 11 | Punti      | 27 Banks 17 Gagić 11 Cournooh |
| Ilievski, Laquintana 4               | Assist     | 6 Banks                       |
| Oriakhi 8                            | Rimbalzi   | 11 Gagić                      |
| Giulio Griccioli                     | Allenatori | Piero Bucchi                  |

| Arbitri: | Taurino (Vignola) Rossi (Anghiari) Noce (Latina) |

|                                                   |            |                                   |
| Cinciarini 13 Simon 13 Jenkins, Mačvan, McLean 10 | Punti      | 14 L. Bowers 11 Laquintana 9 Perl |
| Cinciarini 6                                      | Assist     | 3 Laquintana                      |
| McLean 8                                          | Rimbalzi   | 8 Bowers                          |
| Jasmin Repeša                                     | Allenatori | Giulio Griccioli                  |

| Arbitri: | Lamonica (Roseto degli Abruzzi) Bartoli (Trieste) Nicolini (Bagheria) |

|                             |            |                              |
| Bowers 19 Perl 12 Basile 11 | Punti      | 28 Daye 15 Lacey 12 Christon |
| Ilievski 5                  | Assist     | 5 Christon                   |
| Bowers 11                   | Rimbalzi   | 16 Daye                      |
| Giulio Griccioli            | Allenatori | Riccardo Paolini             |

| Arbitri: | Vicino (Argelato) Lo Guzzo (Catanzaro) Caiazza (Arzano) |

|                                                       |            |                             |
| Sanders 16 Lockett 14 Baldi Rossi, Pascolo, Wright 10 | Punti      | 30 Bowers 14 Oriakhi 7 Perl |
| Poeta 4                                               | Assist     | 6 Ilievski                  |
| Pascolo 8                                             | Rimbalzi   | 15 Oriakhi                  |
| Maurizio Buscaglia                                    | Allenatori | Giulio Griccioli            |

| Arbitri: | Seghetti (Livorno) Baldini (Firenze) Aronne (Viterbo) |

|                                   |            |                                 |
| Oriakhi 14 Bowers 11 Stojanović 7 | Punti      | 21 Nunnally 17 Ragland 12 Cervi |
| Stojanović 5                      | Assist     | 3 Acker, Nunnally               |
| Oriakhi 10                        | Rimbalzi   | 10 Leunen                       |
| Giulio Griccioli                  | Allenatori | Stefano Sacripanti              |

| Arbitri: | Lanzarini (Bologna) Weidmann (Montagano) Morelli (Brindisi) |

|                            |            |                                    |
| Kirk 28 Czyż 16 Knowles 15 | Punti      | 18 Oriakhi 15 Bowers 13 Stojanović |
| Moore 16                   | Assist     | 2 Laquintana, Ilievski             |
| Czyż 11                    | Rimbalzi   | 11 Oriakhi                         |
| Vincenzo Esposito          | Allenatori | Gennaro Di Carlo                   |

##### Girone di ritorno
| Arbitri: | Biggi (Sarmato) Rossi (Sansepolcro) Attard (Priolo Gargallo) |

|                             |            |                                        |
| Hodge 18 Heslip 16 Abass 13 | Punti      | 11 Oriakhi 10 Stojanović 10 Laquintana |
| Hodge, Ukić 6               | Assist     | 5 Ilievski                             |
| Wojciechowski 7             | Rimbalzi   | 17 Oriakhi                             |
| Sergej Bazarevič            | Allenatori | Gennaro Di Carlo                       |

| Arbitri: | Mattioli (Pesaro) Sardella (Rimini) Quarta (Rivalta di Torino) |

|                                    |            |                             |
| Jasaitis 13 Bowers 11 Laquintana 9 | Punti      | 14 Goss 11 Owens 11 Savović |
| Ilievski 4                         | Assist     | 4 Green, Goss               |
| Bowers 10                          | Rimbalzi   | 9 Owens                     |
| Gennaro Di Carlo                   | Allenatori | Carlo Recalcati             |

| Arbitri: | Lamonica (Roseto degli Abruzzi) Seghetti (Livorno) Aronne (Viterbo) |

|                                      |            |                                       |
| Bowers 19 Boatright 17 Stojanović 11 | Punti      | 14 Odom 11 Pittman 8 Gaddy, Hasbrouck |
| Laquintana 5                         | Assist     | 2 Fells                               |
| Oriakhi 8                            | Rimbalzi   | 9 Pittman                             |
| Gennaro Di Carlo                     | Allenatori | Giorgio Valli                         |